# Isola di Quirra
L'isola di Quirra è un'isola italiana sita nel mar Tirreno, a ridosso della costa orientale della Sardegna.

Appartiene amministrativamente al comune di Villaputzu.